# Новостройка (Новокузнецкий район)
Новостройка — посёлок в Новокузнецком районе Кемеровской области. Входит в состав Кузедеевского сельского поселения.

## География
Центральная часть населённого пункта расположена на высоте 239 метров над уровнем моря.В 1 км к востоку от поселка расположена деревня Крутая.

## Население
По данным Всероссийской переписи населения 2010 года, в посёлке Новостройка проживает 2 человека, все мужчины.